# Distributed.net
distributed.net är en ideell organisation vars mål är att lösa komplexa beräkningsproblem med hjälp av outnyttjad beräkningskraft från vanliga datorer. Frivilliga datorinnehavare kan upplåta beräkningskapacitet på sin dator/datorer någon av distributed.nets projekt.